# Drapeaux crucifères
Les drapeaux crucifères sont, en vexillologie, des drapeaux arborant l'emblème de la croix chrétienne.

## Bannière de Guillaume le Conquérant
En 1066, Guillaume de Normandie conquit l'Angleterre en utilisant notamment une bannière consacrée que le pape Alexandre II lui avait envoyée. Cet étendard est peut-être celui représenté dans une scène de la tapisserie de Bayeux.

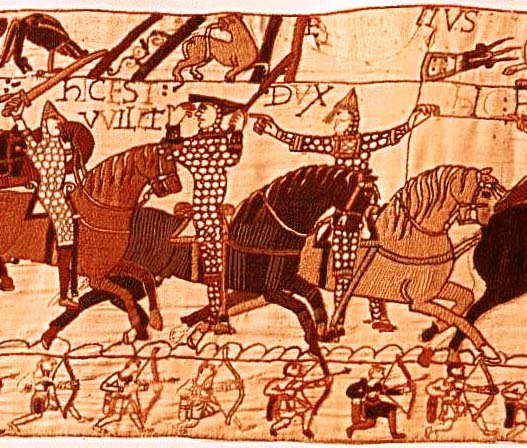
Eustache de Boulogne portant l'étendard normand.
Une représentation du même étendard.

## Bannières des croisades
En 1095, le pape Urbain II vint en France décrire aux fidèles les exactions infligées à leurs frères de Terre sainte par les Sarrasins et les Turcs,. À Clermont en particulier, Il exhorta les hommes de guerre à se racheter de leurs violences en allant libérer Jérusalem, et les fidèles auraient répondu en s'écriant « Diex le volt! ». Urbain aurait alors conclu en disant: « Oui, sans doute, Dieu le veut ; [...] c'est lui qui vous a dicté ces paroles que je viens d'entendre ; qu'elles soient votre cri de guerre, et qu'elles annoncent partout la présence du Dieu des armées. [...] C'est Jésus-Christ lui-même qui sort de son tombeau et qui vous présente sa croix ; [...] portez-la sur vos épaules ou sur votre poitrine ; qu'elle brille sur vos armes et sur vos étendards ; elle deviendra pour vous le gage de la victoire ou la palme du martyre. » 
Des milliers de gens promirent de répondre à l'appel et commencèrent à porter une croix rouge sur leurs vêtements, notamment sur l'épaule droite. D'anciens vitraux de la basilique Saint-Denis (connus grâce aux Monuments de la monarchie française du père Bernard de Montfaucon, ouvrage en plusieurs volumes publiés de 1729 à 1733) montrent des épisodes de la première croisade : les guerriers du Christ portent des croix sur leurs étendards et sur leurs casques.
L'ordre canonial régulier du Saint-Sépulcre fut créé par Godefroy de Bouillon après la prise de Jérusalem en 1099.

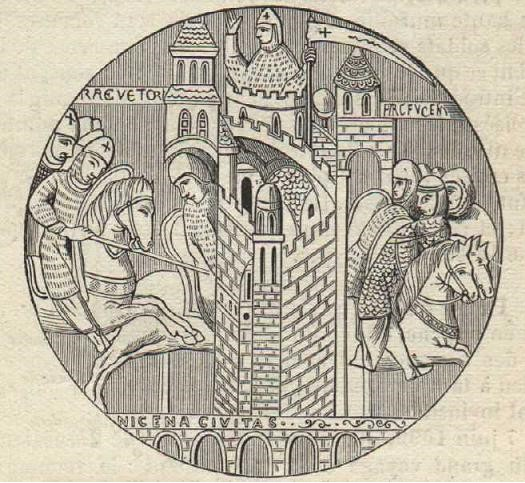
Prise de Nicée en 1097 (ancien vitrail de la basilique Saint-Denis).
Drapeau du royaume de Jérusalem.

### Emblèmes des Hospitaliers, Templiers et Teutoniques
L'ordre de Saint-Jean de Jérusalem (ou ordre des Hospitaliers), fondé vers 1080 sous le patronage de saint Jean Baptiste et reconnu en 1113, obtint en 1130 du pape l'étendard de la croix blanche pleine en champ de gueules. Les membres de l'ordre portaient quant à eux une croix blanche sur leur habit noir, sauf au combat où, à partir de la fin du XIIIe siècle, ils revêtaient un surcot rouge à croix blanche.

Bannière des Hospitaliers.
Bannière des Templiers.
Bannière des chevaliers Teutoniques.
Bannière de l'ordre de Saint-Lazare.
Bannière de l'ordre du Christ.

## Drapeaux du Moyen Âge
Dans les îles Britanniques

Drapeau de l'Angleterre (croix de saint Georges).
Drapeau de l'Écosse (croix de saint André).
Drapeau du pays de Galles (drapeau de saint David).
Drapeau des Cornouailles (drapeau de saint Piran).
Drapeau de l'Irlande (drapeau de saint Patrick).

En France

Drapeau de la France (croix de saint Michel).
Drapeau de la Bourgogne (croix de saint André).
Drapeau de la Bretagne (surnommé Kroaz du).
Drapeau de la Savoie.

Dans le Saint-Empire romain germanique

Drapeau de l'électorat de Cologne.
Drapeau de l'électorat de Trèves.

En Italie

Drapeau de la république de Pise.
Drapeau de la république de Gênes.
Drapeau d'Amalfi.
Drapeau de Noli.

## Drapeaux scandinaves

Drapeau du Danemark.
Drapeau de l'Islande.
Drapeau de la Norvège.
Drapeau de la Suède.
Drapeau de la Finlande.
Drapeau d'Åland.
Drapeau des îles Féroé.
Drapeau des Shetland.

## Drapeaux grecs

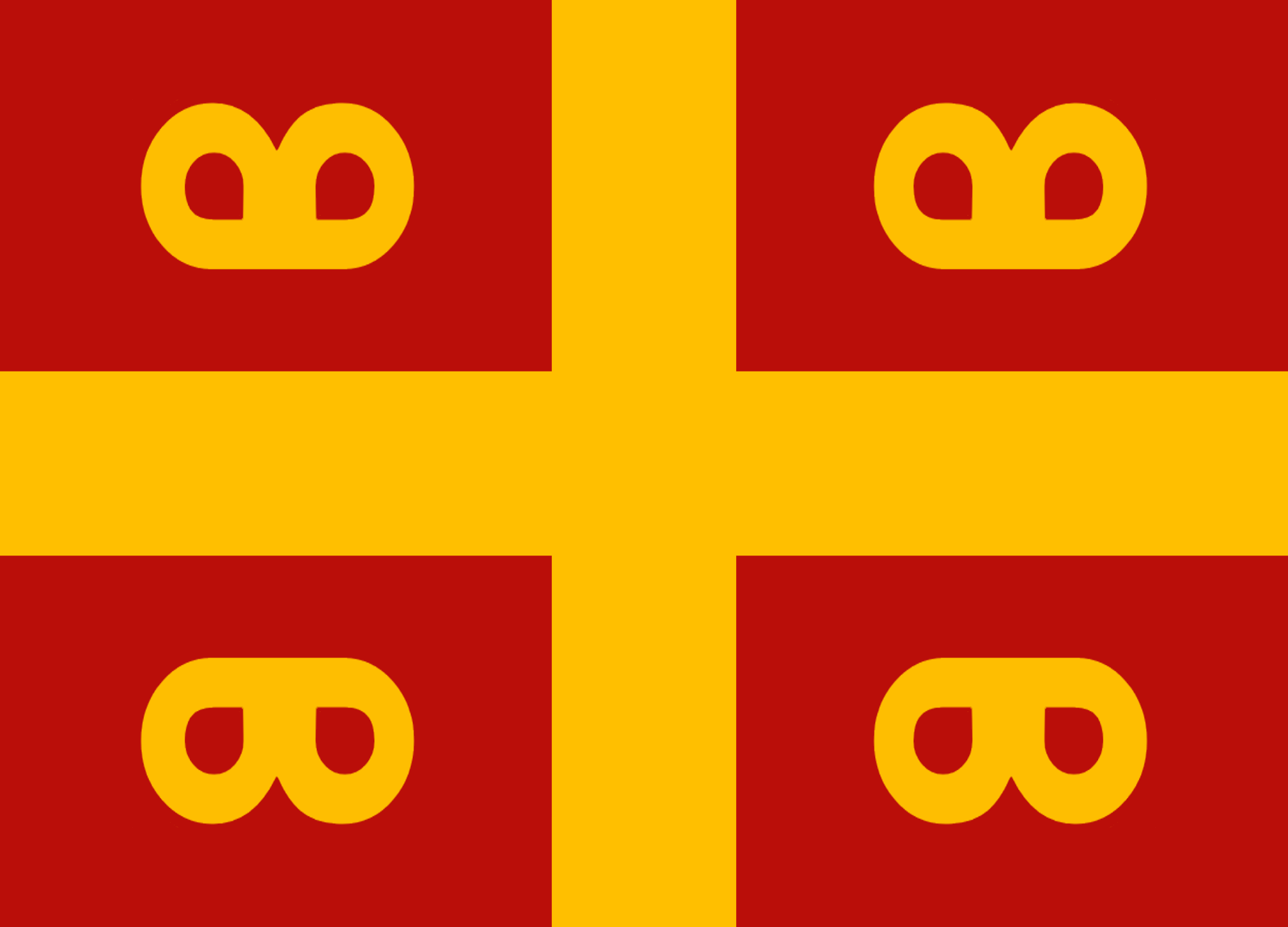
Bannière de l'Empire byzantin (XIVe siècle).
Drapeau grec (1822-1832, 1924-1935 et 1975-1978).
Drapeau de la Grèce utilisé à partir de 1978.

## Autres drapeaux crucifères nationaux

Drapeau de la Dominique.
Drapeau de la Géorgie.
Drapeau de Malte.
Drapeau du Québec
Drapeau de la Suisse.
Drapeau des Tonga.

## Drapeaux des instituts vexillologiques

Drapeau de la Société française de vexillologie.
Drapeau de la Société suisse de vexillologie.
Drapeau du Flag Institute (1971–2016).